# Lliga U
La Lliga U és una competició espanyola de bàsquet de categoria sub-22 creada l'any 2025. La lliga està impulsada per l'Asociación de Clubs de Baloncesto (ACB) amb el suport del Consell Superior d'Esports (CSD) i la Federació Espanyola de Basquetbol (FEB). Té com a objectiu oferir un espai competitiu per als joves talents que finalitzen l'etapa júnior però encara no tenen lloc estable als primers equips professionals.
Aquesta competició està gestionada directament per l'ACB, en col·laboració amb la Federació i el CSD, mentre que les altres competicions que es troben per sota de l'ACB són exclusivament gestionades per la FEB.

## Història
La lliga es va anunciar oficialment el 17 de juny de 2025, fruit de l'acord entre les principals institucions del bàsquet espanyol. L'objectiu és frenar la fuga de talent cap a competicions universitàries dels Estats Units o d'altres països, així com facilitar la transició dels jugadors joves cap al professionalisme.
Segons José Manuel Rodríguez Uribes, el president del Consell Superior d'Esports, la Lliga U representa «un projecte de país per al futur del bàsquet espanyol» i reforça la col·laboració entre entitats públiques i privades per potenciar l'esport de base.

## Format de la competició
La competició està destinada a jugadors sub-22, tot i que es permet la inscripció de fins a tres jugadors sub-23 per equip per reforçar la plantilla. La lliga està estructurada en dos grups per nivell, en la que jugaran els equips en una fase regular de dues voltes, amb partits setmanals els divendres o els dissabtes, seguida d'una fase final entre els millors classificats.
Al grup A hi participen els vuit equips que han obtingut els millors resultats al Campionat d'Espanya júnior en l'acumulat dels darrers cinc anys: Barça, BAXI Manresa, Casademont Zaragoza, Fundació CB Canarias, Joventut Badalona, Real Madrid, Unicaja i València Basket, i el B amb els altres set equips: Bàsquet Girona, Bilbao Basket, Burgos Grupo de Santiago, Força Lleida, Gran Canaria, Stellantis & You Granada i UCAM Murcia.